# Бертон (Південна Кароліна)
Бертон (англ. Burton) — переписна місцевість (CDP) в США, в окрузі Бофорт штату Південна Кароліна. Населення — 6777 осіб (2020).

## Географія
Бертон розташований за координатами 32°25′29″ пн. ш. 80°44′26″ зх. д. / 32.42472° пн. ш. 80.74056° зх. д. (32.424668, -80.740673).  За даними Бюро перепису населення США в 2010 році переписна місцевість мала площу 22,16 км², з яких 22,11 км² — суходіл та 0,05 км² — водойми.

## Демографія
Згідно з переписом 2010 року, у переписній місцевості мешкало 6976 осіб у 2662 домогосподарствах у складі 1847 родин. Густота населення становила 315 осіб/км².  Було 3051 помешкання (138/км²).
Расовий склад населення:
| - 48,1 % — білих - 43,1 % — чорних або афроамериканців - 1,3 % — азіатів - 0,4 % — корінних американців - 0,2 % — вихідців з тихоокеанських островів - 4,2 % — осіб інших рас |

До двох чи більше рас належало 2,7 %. Частка іспаномовних становила 9,9 % від усіх жителів.
За віковим діапазоном населення розподілялося таким чином: 26,4 % — особи молодші 18 років, 64,5 % — особи у віці 18—64 років, 9,1 % — особи у віці 65 років та старші. Медіана віку мешканця становила 31,3 року. На 100 осіб жіночої статі у переписній місцевості припадало 94,6 чоловіків;  на 100 жінок у віці від 18 років та старших — 90,8 чоловіків також старших 18 років.
Середній дохід на одне домашнє господарство  становив 52 373 долари США (медіана — 44 697), а середній дохід на одну сім'ю — 60 671 долар (медіана — 51 138). За межею бідності перебувало 14,7 % осіб, у тому числі 9,3 % дітей у віці до 18 років та 13,4 % осіб у віці 65 років та старших.
Цивільне працевлаштоване населення становило 2558 осіб. Основні галузі зайнятості: освіта, охорона здоров'я та соціальна допомога — 19,1 %, науковці, спеціалісти, менеджери — 17,9 %, публічна адміністрація — 14,7 %, будівництво — 11,6 %.